# Asarum ichangense
Asarum ichangense là một loài thực vật có hoa trong họ Aristolochiaceae. Loài này được C.Y.Chen & C.S.Yang mô tả khoa học đầu tiên năm 1983.